# Вальтерсхаузен
Вальтерсхаузен (нем. Waltershausen) — город в Германии, в земле Тюрингия.
Входит в состав района Гота. Население составляет 10 668 человек (на 31 декабря 2010 года). Занимает площадь 31,33 км². Официальный код — 16 0 67 072. Город подразделяется на три городских района.
Вальтерсхаузен со времён Средневековья известен производством кукол и имеет соответствующее прозвище «Город кукол». Первое промышленное производство кукол в городе открыл в 1816 году фабрикант Иоганн Даниэль Кестнер Младший.
В Вальтерсхаузене расположен единственный действующий автомобильный завод бывшей ГДР Multicar.

## Известные уроженцы и жители
- Ганс Кер — хирург.
- Фридрих Регель — географ и путешественник.
- Иоганн Маттеус Бехштейн — лесовед.